# Listă de pictori danezi
Aceasta este o listă de pictori danezi.

## A
- Carl Frederik Aagaard
- Jørgen Aabye
- Nicolai Abildgaard
- Georg Achen
- Peder Als
- Else Alfelt
- Marie Triepcke Krøyer Alfvén
- Catherine Engelhart Amyot
- Anna Ancher
- Michael Peter Ancher

## B
- Mogens Balle
- Lars Bang
- Wilhelm Bendz
- Albert Bertelsen
- Ejler Bille
- Wilhelm Bissen
- Carl Heinrich Bloch
- Lars Bo
- Peter Brandes (1944-)
- P. Rostrup Bøyesen

## D
- Christen Dalsgaard
- Ken Denning (1957-)

## E
- Christoffer Wilhelm Eckersberg

## F
- Wilhelm Freddie
- Lorenz Frølich

## G
- Albert Gottschalk

## H
- Vilhelm Hammershøi
- Constantin Hansen
- Niels Hansen
- Svend Wiig Hansen
- Henry Heerup
- HuskMitNavn

## I
- Peter Ilsted

## J
- Egill Jacobsen (1910-1998)
- Robert Jacobsen (1912-1993)
- Christian Albrecht Jensen
- Elisabeth Jerichau-Baumann
- Viggo Johansen
- Asger Jorn
- Jens Juel

## K
- Canuto Kallan (1960-)
- Per Kirkeby (1938-)
- Jesper Knudsen (1964-)
- Christian Krogh
- Peder Severin Krøyer
- Vilhelm Kyhn
- Christen Købke
- John Kørner
- Michael Kvium

## L
- Christian August Lorentzen
- J. L. Lund

## M
- Lise Malinovsky (1957-)
- Wilhelm Marstrand

## N
- Ejnar Nielsen
- Thorvald Niss
- Lars Nørgård

## O
- Henrik Olrik
- Jürgen Ovens

## P
- Julius Paulsen
- Carl-Henning Pedersen
- Viggo Pedersen
- Theodor Philipsen

## R
- Tal R
- Jacob Rantzau
- Hans Palludan Rasmussen
- Jørgen Roed
- Martinus Rørbye

## S
- P. A. Schou
- Joakim Skovgaard
- Niels Skovgaard
- P.C. Skovgaard
- Harald Slott-Møller
- Jens Søndergaard
- Leif Sylvester Petersen

## T
- C. Thomsen
- Jens Jørgen Thorsen
- Kurt Trampedach
- Laurits Tuxen

## W
- Jens Ferdinand Willumsen

## Z
- Kristian Zahrtmann